# John-Patrick Strauß
John-Patrick Strauß (Wetzlar, 28 januari 1996) is een Filipijns-Duits voetballer die als rechtervleugelverdediger. In 2017 verruilde hij de jeugd van RB Leipzig voor FC Erzgebirge Aue uit de 2. Bundesliga.

## Carrière
Strauß begon op zijn vierde te voetballen bij FC Cleeberg, daar speelde hij 8 jaar. Hierna ging hij naar TSG Wieseck waar hij tot zijn 16de speelde.
In 2012 verliet hij Wieseck transfervrij en vertrok naar de jeugd van RB Leipzig, daar speelde hij enkel voor de jeugd- en tweede ploeg.
Op 1 juli 2017 tekende Strauß voor voor FC Erzgebirge Aue uit de 2. Bundesliga. Na een moeizaam begin knokte hij zich naar een vaste plaats in de basis van het eerste elftal. Zijn debuut voor Erzgebirge maakte hij op 18 augustus 2017, hij mocht in het slot invallen tegen Eintracht Braunschweig, de match eindigde op een 1-1 gelijkspel.
Na vijf seizoenen verruilde Strauß Erzgebirge voor Hansa Rostock die eveneens in de 2. Bundesliga speelden.

## Interlandcarrière
Op 13 oktober 2018 maakte Strauß zijn interlanddebuut in een oefeninterland tegen Oman, de Filipijnen speelde 1-1 gelijk. Zijn eerste doelpunt maakte hij bijna een jaar later tegen Guam, de wedstrijd werd met 1-4 gewonnen.